# Orden al Mérito de la República de Polonia
La Orden al Mérito de la República de Polonia (En  polaco: Order Zasługi Rzeczypospolitej Polskiej) es una condecoración polaca.
Fue establecida el 10 de abril de 1974 como Orden al Mérito de la República Popular de Polonia (en polaco: Order Zasługi Polskiej Rzeczypospolitej Ludowej) para ser entregada por el Consejo de Estado a ciudadanos extranjeros, polacos emigrados, instituciones o entidades territoriales que, destacándose en el ámbito político, social, económico, científico, educativo, cultural, artístico o de la salud, hayan contribuido a la paz internacional, especialmente entre Polonia y otros países. Se dividía en los grados: Insignia de Plata, Insigna de Oro, Comendador, Comendador con Estrella y Gran Cordón.
El 16 de abril de 1991, dadas las circunstancias políticas, un decreto presidencial le introdujo unos cambios: el águila llevará corona y las siglas «RPL» (siglas en polaco de República Popular de Polonia) pasan a ser «RP» (cambio del escudo y del nombre oficial del país al de República de Polonia). Al año siguiente fue formalmente renombrada como Orden al Mérito de la República de Polonia (Order Zasługi Rzeczypospolitej Polskiej). Se divide en los grados: Caballero, Oficial, Cruz de Comendador, Cruz de Comendador con Estrella y Gran Cruz.

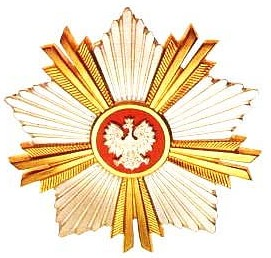
Placa grado Gran Cruz (1991-presente).
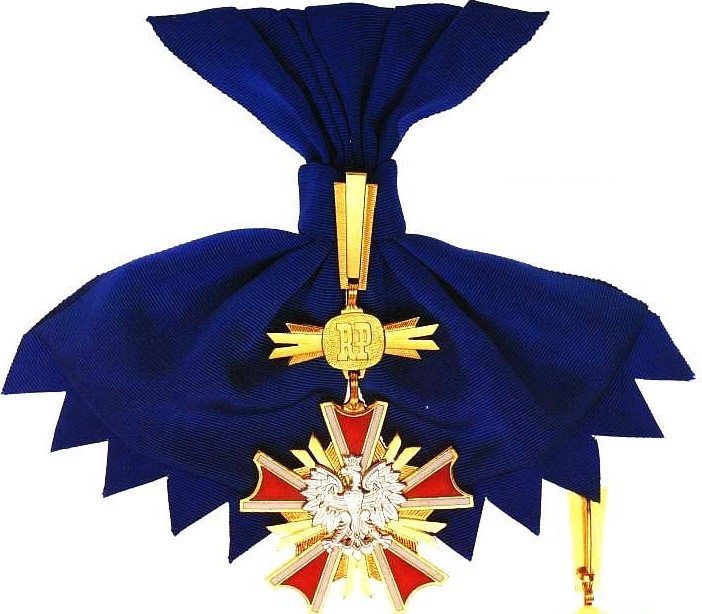
Banda grado Gran Cruz (1991-presente).
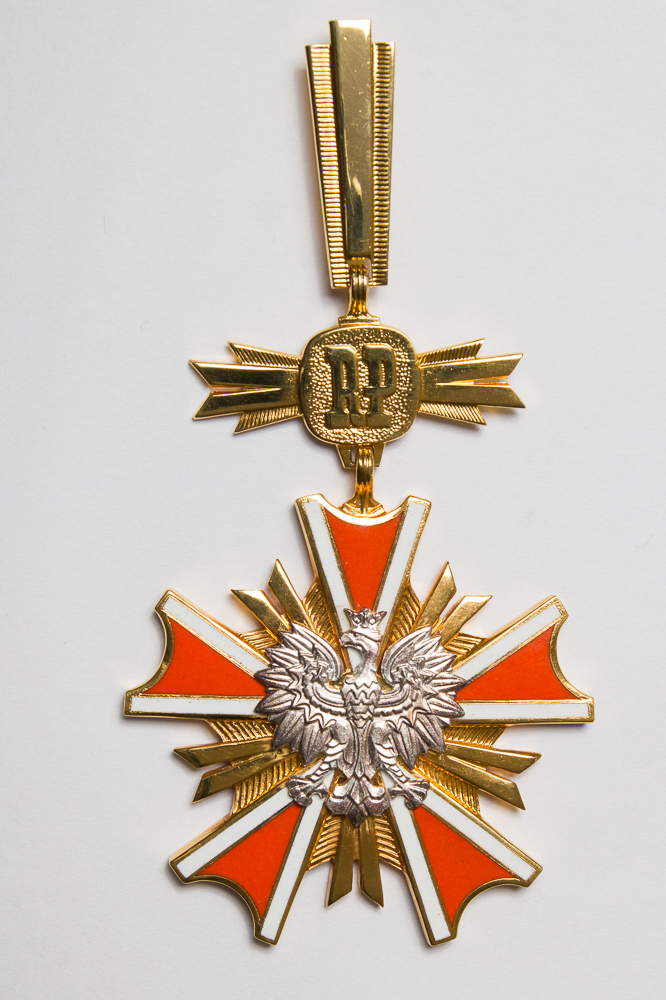
Medalla grado Cruz de Comendador (1991-presente).
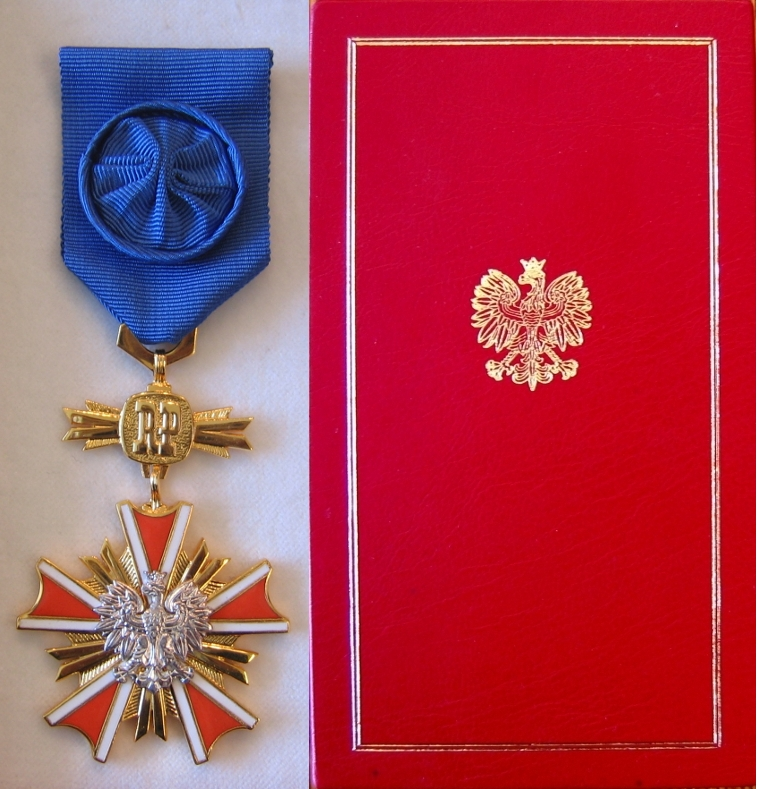
Medalla grado Oficial (1991-presente).
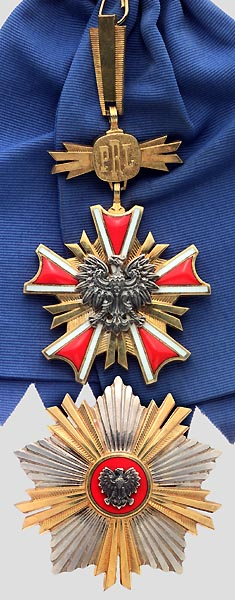
Placa y banda del grado Gran Cordón (1974-1991).
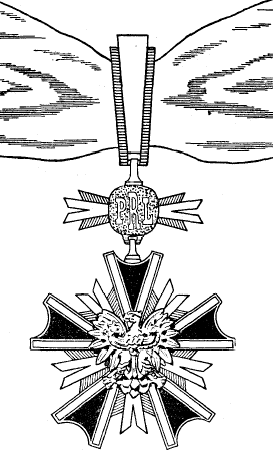
Medalla del grado Comendador (1974-1991).
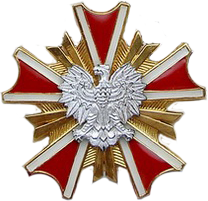
Medalla del grado Insignia de Oro (1974-1991).
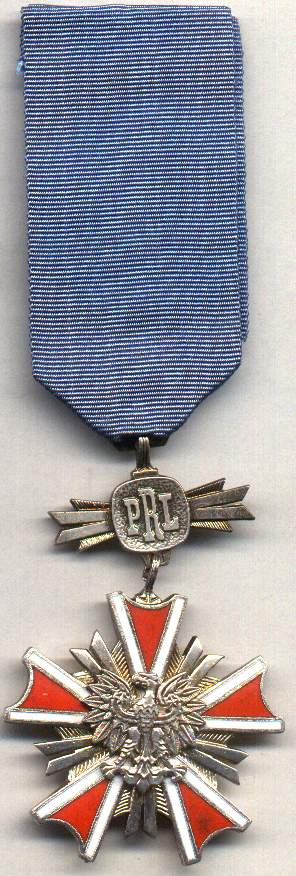
Medalla del grado Insignia de Plata (1974-1991).

## Galardonados
- Andrzej Sarwa
- Eduardo Frei Ruiz-Tagle